# Teatro Municipal Diéguez
El Teatro Municipal Diéguez está situado en la localidad de Colmenar de Oreja, Comunidad de Madrid, España.

## Historia y descripción
Antiguamente las representaciones teatrales tenían lugar en la plaza pública, después el ayuntamiento autorizó las representaciones en el hermoso y amplio patio del Hospital de la Caridad, más tarde en 1853 se acondicionan para teatro todo el edificio y pasó a llamarse Teatro de La Caridad. Consta el teatro de patio de butacas y 8 palcos, cuatro a cada lado; primer anfiteatro y los mismos palcos, y 2.º anfiteatro con sus correspondientes palcos. Además tiene camerinos y servicios para los artistas, dispone de hall de entrada, calefacción y aire acondicionado así como un circuito cerrado de T.V. También se utiliza para realizar pases de películas. También se han grabado vídeos musicales, como "Para ti sería" de Nek.
- Datos: Q5657937
- Multimedia: Teatro Diéguez / Q5657937